# Breukelen-Orttsgerecht
Breukelen-Orttsgerecht (eerder Breukelen-Bisschopsgerecht en Breukelen-Statengerecht) was tot 1812 een gerecht in het gewest Utrecht.

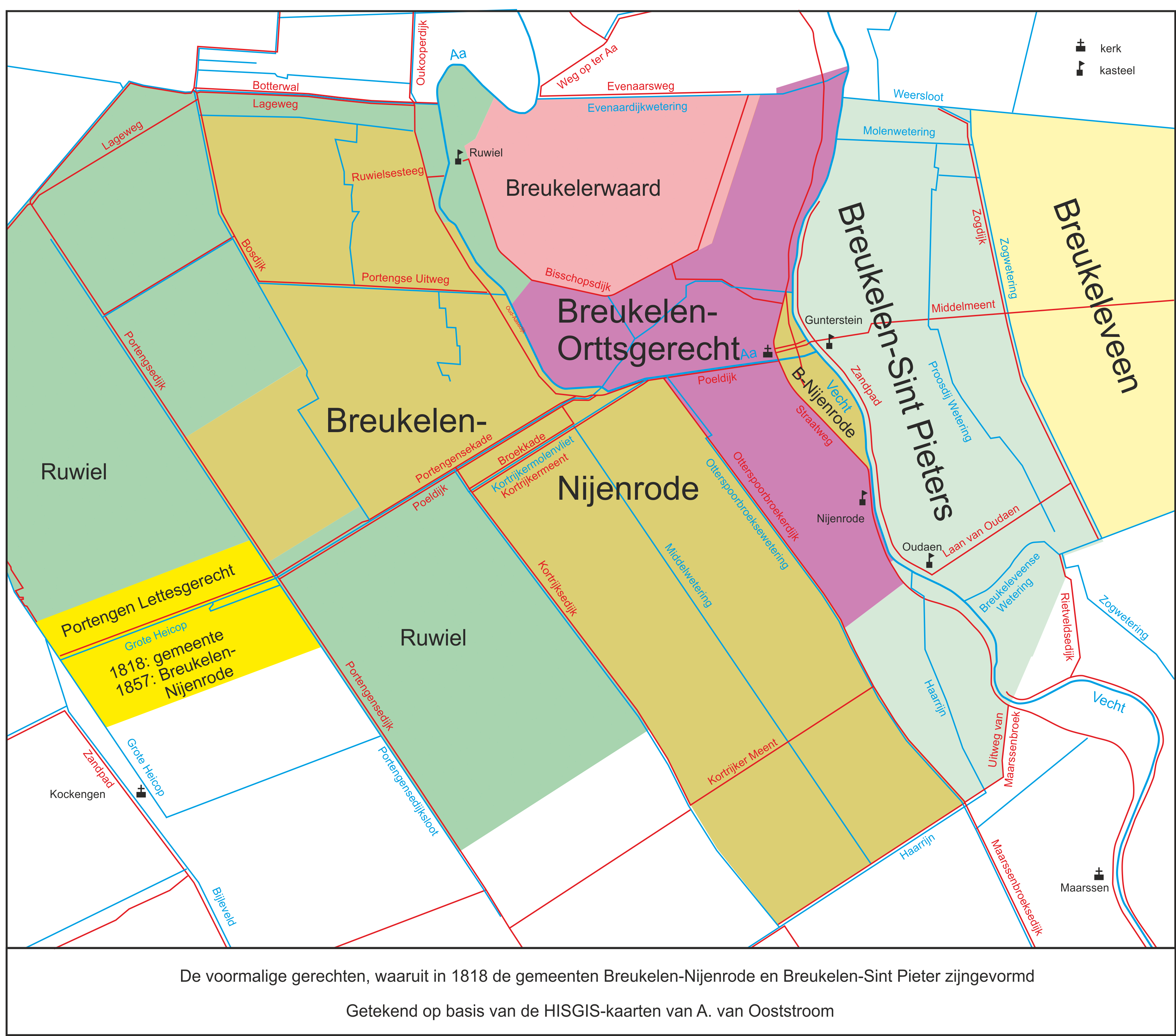

In de middeleeuwen was de latere gemeente Breukelen verdeeld in een aantal gerechten, waarvan er drie tot begin negentiende eeuw hebben bestaan. Het gerecht lag langs de Vecht op de oeverwal, dit in tegenstelling tot de gerechten in de veenontginningen. Een uitzondering vormde een groot deel van het oude dorp, dat vormde oorspronkelijk het gerecht van het Ronde Dorp of Breukelen-Buitendijks. De kerk lag wel binnen het bisschopsgerecht.
Zoals de naam aangeeft was dit gerecht niet door de bisschop van Utrecht in leen uitgegeven, maar in eigen beheer gehouden. Nadat de bisschop zijn wereldlijke macht was kwijt geraakt en later na de opstand tegen Filips II van Spanje, de Staten van Utrecht het bewind in handen hadden genomen, werd de naam Breukelen-Statengerecht gebruikelijk. In 1714 verkochten de Staten van Utrecht uit geldgebrek het gerecht aan Johann Ortt, waarna het gerecht naar zijn familie werd genoemd.
In 1798 werden 11 gerechten, waaronder Breukelen-Orttsgerecht tot een gemeente Breukelen. In 1801 werd de oude situatie hersteld en was het gerecht dus weer zelfstandig. Op 1 januari 1812 werden opnieuw een aantal gerechten, dit keer tien, samengevoegd tot een gemeente Breukelen. Op 1 januari 1818 werd deze grote gemeente al weer opgedeeld in vijf gemeentes. Breukelen-Orttsgerecht ging toen samen met het voormalige gerecht Breukelen-Nijenrode de nieuwe gemeente Breukelen-Nijenrode vormen. Op 8 september 1857 werd de gemeente Portengen opgeheven en ook bij Breukelen-Nijenrode gevoegd.